# Aad de Jong
Aad de Jong (Den Haag, 1 december 1921 – Zevenbergen, 29 augustus 2003) was een Nederlands voetballer die als verdediger speelde.

## Loopbaan
De Jong kwam uit voor ADO Den Haag waar hij op zijn achtste lid werd en vanaf zijn zestiende in het eerste elftal speelde. In 1942 en 1943 werd hij met ADO landskampioen. Tussen 1950 en 1952 kwam hij vijf keer uit voor het Nederlands voetbalelftal. Hij maakte deel uit van de selectie voor de Olympische Zomerspelen in 1952 maar kwam daar niet in actie. Hij speelde achttien jaar voor ADO, waar hij de invoer van het betaaldvoetbal meemaakte, en werd tot erelid van de club benoemd. Hij trainde later VCS, Quick  en HBS.

## Privé
De Jong huwde in 1952 met handbal international Hennie Assink die uitkwam voor Hygiea.
Hij was een neef van Hans de Jong, de opa van Frenkie de Jong.